# 方剛 (演員)
方剛（英語：Sunny Fang Kang，1947年5月6日—2025年5月30日），本名梁舜年，藝名梁芳綱、方良剛，香港影視男演員，前香港麗的電視、無綫電視及亞洲電視藝員，以常在影劇中飾演奸角聞名。

## 生平
方剛祖籍山東威海。他中學畢業後曾在一間貿易公司當文員，亦曾參加中英學會戲劇組，參與話劇演出，後來投考國泰機構電影及電視演員中心訓練班，1968年畢業，同屆畢業生有劉丹和李司棋，其藝名「方剛」正是該訓練班的班主任所改。畢業後加入國泰機構成為電影演員，曾於某名媛舉辦的豪宅宴會中結識導演李翰祥，但入行後遭家人反對，加上自感滿面暗瘡的模樣不討好，故於國泰機構參演數部實驗電影後，至1970年便離開影圈，從事廣告與進出口生意。1980年代，方剛重返演藝圈，曾先後加入麗的電視、無綫電視及亞洲電視任藝員，活躍至1990年代。
1986年，方剛獲邀參演改編自百老匯名劇的舞台劇演出《勾心鬥角》，並於東南亞一帶打出名堂。方剛曾參演《流氓差婆》、《奇蹟》、《表姐，你好嘢！》、《師兄撞鬼》、《神算》、《暗花》等電影，以及無綫電視劇集《人在邊緣》、亞洲電視劇集《豪門》、《勝者為王II天下無敵》、《銀狐》、《馬場風雲》、《戲王之王》等劇。因其曾飾演不少反派角色，又被稱爲「御用奸人」。曾有他演戲時會藉飲酒增強情緒的記載。
1994年，方剛約滿離開亞洲電視，之後淡出演藝圈，並移居中國內地，息影從商。至2025年5月31日，其誼子王瀚祥公佈方剛於5月30日清晨離世，享年78歲。

## 歷年職務
- 幕前時期：1968年至1972年；1986年至1994年
- 幕後時期：1991年至1994年

### 幕前時期
- 1968年至1972年：國泰機構基本演員
- 1988年至1991年：無綫電視部頭合約藝員
- 1991年至1994年：亞洲電視部頭合約藝員

### 幕後時期
- 1991年至1994年：亞洲電視劇集策劃主任

## 演出作品

### 電視劇（亞洲電視）
| 年份   | 劇名                | 角色         |
| 1989年 | 闊少爺當差          | 朱 皮        |
| 1991年 | 豪門                | 浮世豪       |
| 1992年 | 勝者為王II天下無敵  | 屠 雄/屠天龍 |
| 1993年 | 鐵咀雞與扭紋柴      | 宋大傑       |
| 1993年 | 銀狐                | 宋學禮       |
| 1993年 | 馬場風雲            | 雷 剛        |
| 1993年 | 勝者為王III王者之戰 | Mr. Darwin   |
| 1994年 | 戲王之王            | 喬 剛        |

### 電視劇（無綫電視）
| 年份   | 劇名     | 角色          |
| 1990年 | 人在邊緣 | 鄭細鳳/鄭寶勝 |

### 電視劇（台灣中視）
| 年份   | 劇名                           | 角色  |
| 1995年 | 愛在他鄉（又名：被出賣的女人） | 麥 父 |

### 電視劇（中國大陸）
| 年份   | 劇名           | 角色   |
| 1996年 | 戲說曹操       |        |
| 1996年 | 名花           |        |
| 1996年 | 風生水起       |        |
| 2006年 | 浪卷紅塵       |        |
| 2010年 | 百家姓傳說     |        |
| 2015年 | 半為蒼生半美人 | 甄大人 |

### 電視電影（無綫電視）
| 年份   | 片名                                       | 角色     |
| 1988年 | 天堂血路                                   | 馬坤     |
| 1989年 | 英雄重英雄                                 | 齋哥     |
| 1990年 | 特警'90II之亡命天涯 （页面存档备份，存于） | 向山鐵也 |
| 1990年 | 末路狂奔                                   | 麥守正   |

### 電影
| 年份   | 片名               | 角色           |
| 1969年 | 聊齋誌異三集       | 王鼐           |
| 1969年 | 蓮花寨             |                |
| 1969年 | 黑豹（曾名黑使者） | 紅使者         |
| 1970年 | 屠龍               | 甘鳳池         |
| 1970年 | 七劍屠龍           | 歐陽明         |
| 1980年 | 蘇杭姻緣一線牽     |                |
| 1986年 | 警賊兄弟           |                |
| 1987年 | 義本無言           | 保叔           |
| 1989年 | 傲氣雄鷹           | 助理署長       |
| 1989年 | 都市獵人           |                |
| 1989年 | 飆城               | 焦貴           |
| 1989年 | 流氓差婆           | 四面佛（陳諒） |
| 1989年 | 情義我心知         |                |
| 1989年 | 奇蹟               | 白金榮         |
| 1990年 | 愛的世界           |                |
| 1990年 | 古惑大律師         | 方占士         |
| 1990年 | 起尾注             | 麻婆剛         |
| 1990年 | 表姐，你好嘢！     | 蘇國榮         |
| 1990年 | 師兄撞鬼           | 鄧理揚         |
| 1992年 | 太子爺出差         |                |
| 1992年 | 神算               | 洪森           |
| 1998年 | 暗花               | 基哥           |
| 2016年 | 寶島情旅           |                |

### 综艺节目（丽的電視）
- 1969年：方剛時間（主持）

### 舞台劇
- 1986年：《勾心鬥角》

## 劇集策劃
- 1991年：豪門
- 1993年：銀狐
- 1994年：戲王之王

## 外部連結
- 方剛的新浪微博
- 香港演員 - 方剛
- 方剛在香港影庫上的簡介（页面存档备份，存于）